# Phratora antennaria
Phratora antennaria là một loài bọ cánh cứng trong họ Chrysomelidae. Loài này được Apfelbeck miêu tả khoa học năm 1912.